# Marta Arndt

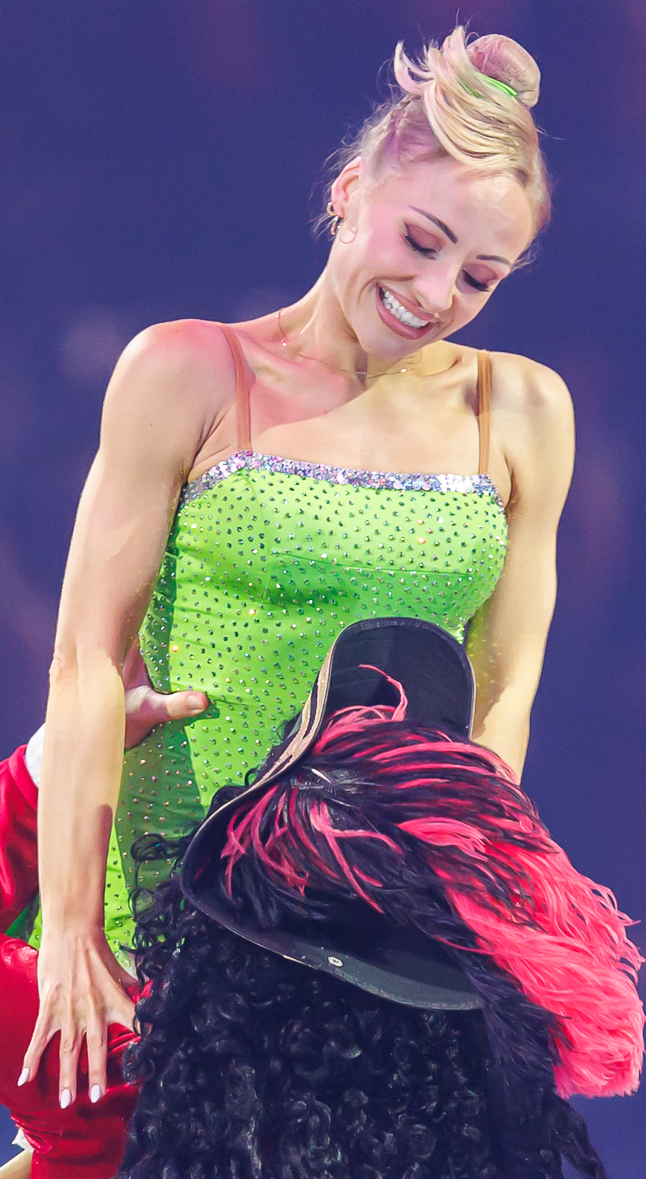
Marta Arndt (2024)

Marta Arndt (* 27. Oktober 1989 in Kluczbork) ist eine polnisch-deutsche Tänzerin (lateinamerikanische Tänze), Wertungsrichterin und Tanzsporttrainerin. Sie wurde 2012 als Teilnehmerin der RTL-Tanzshow Let’s Dance einem breiteren Publikum bekannt.

## Leben
Arndt wurde 1989 in Polen geboren. Im Alter von elf Jahren übersiedelte sie mit ihrer Familie nach Deutschland. Hier begann sie 2003 mit dem Tanzsport. Für ihre Tanzkarriere brach sie mit 18 Jahren die Schule ab. Ab 2008 tanzte sie mit Nikita Bazev, mit dem sie 2009 die German Open Championships (GOC) in Stuttgart bei den Rising Stars Latein gewann. 2010 und 2011 wurden sie deutsche Vizemeister in der Hauptgruppe S Latein. Ende 2011 trennte sich das Paar. Ab 2012 tanzte Arndt mit Pavel Pasechnik für den TSC Rot-Weiss Karlsruhe. Von 2015 bis Ende 2017 trat das Paar in der Professional Division des Deutschen Tanzsportverbandes (DTV) an. Seit Ende 2021 ist Arndt Trainerin und Abteilungsleiterin Tanzsport beim SSC Karlsruhe.

## TV-Tanzshows
2012, von 2017 bis 2021 und 2024 war Arndt Teilnehmerin der RTL-Tanzshow Let’s Dance. 
Ihr Tanzpartner war 2012 der ehemalige Diskuswerfer Lars Riedel. 2017 war sie zuerst Tanzpartnerin des Moderators Jörg Draeger, der in Folge 1 ausschied. Ab Folge 5 tanzte sie mit Giovanni Zarrella, dessen Tanzpartnerin Christina Luft aufgrund einer Verletzung nicht weiter an der Show teilnehmen konnte. Das Paar schied zunächst in der neunten Folge aus, rückte aber nach der verletzungsbedingten Aufgabe von Heinrich Popow nach. Zarrella und Arndt erreichten das Halbfinale und wurden Vierte. 2018 und 2019 schied sie mit Chakall und Özcan Coşar frühzeitig aus. In den folgenden Staffeln erreichte sie mit ihren Tanzzöglingen etwas höhere Platzierungen.
| Staffel (Jahr) | Partner                        | Platzierung |
| -------------- | ------------------------------ | ----------- |
| 05 (2012)      | Lars Riedel                    | 05.         |
| 10 (2017)      | Jörg Draeger Giovanni Zarrella | 14. 04.     |
| 11 (2018)      | Chakall                        | 11.         |
| 12 (2019)      | Özcan Coşar                    | 13.         |
| 13 (2020)      | Martin Klempnow                | 07.         |
| 14 (2021)      | Erol Sander                    | 10.         |
| 17 (2024)      | Biyon Kattilathu               | 08.         |

In der 2015 ausgestrahlten RTL-Show Stepping Out war sie Trainerin von Mario Basler und dessen Lebensgefährtin Doris Büld.

## Erfolge (Auswahl)
- 2015: 2. Platz Weltmeisterschaft Latein Professionals[12]
- 2015: 2. Platz Europameisterschaft Latein Professionals
- 2015: 1. Platz Deutsche Meisterschaft Latein der Professionals[13]
- 2016: 1. Platz WDSF Open Latin Professionals[14]
- 2016: 1. Platz German Latin Cup[15]
- 2017: 1. Platz Deutsche Meisterschaft Latein Professional Division
- 2017: 3. Platz Europameisterschaft Latein WDSF Professional Division
- 2017: 1. Platz Weltmeisterschaft Latein WDSF Professional Division[16]